# Siléns praktiska bibliotek
Siléns praktiska bibliotek var en svensk bokserie med små inbundna handböcker för olika ändamål från Siléns bokförlag. Den första volymen utgavs 1893, återutgavs 1909 och följdes 1909-10 av ytterligare nio volymer, varav tre kom i nya upplagor 1913-14. Priset låg på en krona per volym.
| Volym | Titel                                         | Författare         | Utgivningsår          |
| ----- | --------------------------------------------- | ------------------ | --------------------- |
| 1     | God svensk husmanskost                        | Gustafva Björklund | 1893, ny upplaga 1909 |
| 2     | Huskurer                                      | - - -              | 1909                  |
| 3     | Ordförklaringar                               | Petrus Hedberg     | 1909                  |
| 4     | Formulärboken                                 | Axel Carlborg      | 1909, ny upplaga 1914 |
| 5     | Småbrukarens trädgårdsbok                     | Gustaf Lind        | 1910, ny upplaga 1914 |
| 6     | Köpmannens gyllene bok                        | Julius Francke     | 1910                  |
| 7     | Om höns, ankor, gäss, dufvor och kaniner      | Viktor Schmidt     | 1910                  |
| 8     | Hälsa och skönhet. Hygieniska råd för kvinnan | Kerstin Wennström  | 1910                  |
| 9     | Spetssöm: en kort lärokurs                    | Vera von Kraemer   | 1910, ny upplaga 1913 |
| 10    | Småråd för hus och hem                        | Märtha Stjernstedt | 1910                  |